# Психофизика
Психофизика — область психологии,  изучающая взаимодействие между объективно измеримыми физическими процессами и субъективными ощущениями. 
Основы психофизики заложили немецкие исследователи XIX в. Густав Теодор Фехнер и Эрнст Генрих Вебер.

## История
Фехнер ввёл различие между внешней и внутренней психофизикой. В то время как внешняя психофизика измеряет взаимосвязь между раздражениями и органами чувств, внутренняя психофизика занимается связями между нейронными процессами и переживаниями.
Одной из важнейших проблем психофизики является изучение величин абсолютного порога физиологического ощущения. Первые исследования в этом направлении были осуществлены в 1834 году Эрнстом Вебером. Исследования Вебера при помощи разработанного им эстезиометра (циркуль Вебера) позволили сделать вывод, что рецепторы органов чувств имеют ограниченную чувствительность и определенный абсолютный порог чувствительности. Измерение порога чувствительности дает возможность количественно определить величину сенсорного дефицита для различных органов чувств.

## Основные понятия
Абсолютный порог физиологического ощущения — величина минимального обнаруживаемого уровня стимула.
Порог различения — это то количество стимула, которое необходимо добавить к данному стимулу для возможности отличить его от начального. Вебер рассматривал порог физиологического ощущения как порог различения между состоянием отсутствующей стимуляции и определенным стимулом.